# Борисова, Мара Борисовна
Мара Борисовна Борисова (15 августа 1926, Саратов — 15 ноября 2014, там же) — советский и российский филолог, доктор филологических наук, профессор Саратовского государственного университета им. Н. Г. Чернышевского, исследовательница языка и стиля Максима Горького.

## Биография
Родилась в семье инженера-строителя. В 1948 г. окончила Ленинградский государственный университет им. А. А. Жданова. В 1952 г. защитила диссертацию «Язык и стиль пьесы М. Горького „Враги“» на соискание учёной степени кандидата филологических наук.
В 1952 г. преподавала в Саратовском государственном университете им. Н. Г. Чернышевского (ассистент, с 1954 г. — доцент). В 1970 г. защитила докторскую диссертацию «Слово в драматургии М.Горького». С 1971 г. профессор кафедры общего и славяно-русского языкознания (с 2005 г. — кафедры теории, истории языка и прикладной лингвистики).
В 1996 г. ей было присвоено звание Заслуженного профессора Саратовского университета.
Была известна как исследователь языка и стиля М. Горького. Также внесла значительный вклад в изучение творчества Тургенева, Грибоедова, Островского, Федина, Гоголя, Лермонтова, Фонвизина и других писателей, в теорию и методологию анализа художественной речи, писательской лексикографии. Под её научным руководством были защищены 28 кандидатских и одна докторская диссертация. Возглавляла саратовский коллектив «Словаря драматургии М. Горького» (издано два тома: в 1984 и 1994 гг.).